# Pfadfinderschaft Luchs

Die Luchslilie ist das Bundeszeichen

Die Pfadfinderschaft Luchs war ein von 1988 bis 2011 bestehender bündischer Pfadfinderbund, dessen Besonderheit darin bestand, dass er nicht nur Sippen in Deutschland, sondern über viele Jahre auch in Spanien hatte. Die Pfadfinderschaft  Luchs hatte ihre Wurzel in dem 1948 gegründeten Stamm Luchs des Pfadfinderbundes Großer Jäger, aus dem der Stamm 1970 austrat. Im Jahr 2011 kehrte die Pfadfinderschaft Luchs zu ihren Wurzeln zurück und schloss sich dem Pfadfinderbund Großer Jäger wieder an.
Die Pfadfinderschaft Luchs war Mitglied im Ring junger Bünde.

## Geschichte

### 1948 bis 1970: Die Luchse im Großen Jäger
Am 26. Februar 1948 wurde in Kassel durch Horst Schweitzer (1928–2006) die Sippe Luchs gegründet, die dem damaligen Stamm Großer Jäger angehörte, aus dem 1949 der Gau Großer Jäger im Bund Deutscher Pfadfinder hervorging und 1958 der Pfadfinderbund Großer Jäger.
Als sich im Herbst 1949 die Kasseler Stämme des Gaues Großer Jäger bildeten, wurde die Sippe namensgebend für den Stamm Luchs, dessen Stammesführer Horst Schweitzer wurde. Die Bedeutung des Stammes stieg zunehmend, als Horst Schweitzer 1952 zunächst die Redaktion der „Sternschnuppe“ – das ist die Bundeszeitung der Großen Jäger – und 1954 auch die Bundesführung der Großen Jäger übernahm. In dieser Eigenschaft engagierte er sich unter anderem stark für die Mitnahme von Jungen aus der DDR auf Großfahrt (1955–57) und für die Freizeiten für Berliner Kinder (1957–65). Im Jahr 1965 setzte er schließlich den Bau des sogenannten Internates in Hofgeismar durch, eines bündischen Schülerwohnheims, dessen Leitung er unentgeltlich übernahm und dessen Jungen zunächst ebenfalls dem Stamm Luchs angehörten.
Neben den Bundesfahrten 1963 nach Finnland und 1968 nach Kreta waren die größten Fahrten dieser Zeit die Ägyptenfahrt 1959 und die Türkeifahrt 1962, die die Sippenführer in damals noch weitgehend unbekannte Länder führten.
Bereits in diesen Jahren zeigte sich die Gründermentalität der Luchse, die später den erfolgreichen Aufbau eines unabhängigen Bundes ermöglichen sollte. So wurden der Stamm Silberfuchs in Kassel und die Bonner Sippen durch Luchse gegründet, und Horst Schweitzer selbst gründete die ersten Sippen in Arolsen, aus denen der heutige Stamm Hohenstaufen entstand. Darüber hinaus spaltete sich 1966 der Stamm Freibeuter in Kassel von den Luchsen ab.
Nachdem Horst Schweitzer 1969 zunächst die Bundesführung und die Redaktion der „Sternschnuppe“ aufgeben musste und schließlich 1970 aus dem Pfadfinderbund Großer Jäger ausgeschlossen wurde, entschlossen sich die Luchse, diesen Bund zu verlassen.

### 1970 bis 1988: Jungen- und Mädchenschaft Luchs im Deutschen Pfadfinderbund
Nach dem Austritt aus dem Pfadfinderbund Großer Jäger intensivierten die Luchse die bereits Ende der 1950er Jahre geknüpften Kontakte zum Deutschen Pfadfinderbund, dem sie offiziell zu Pfingsten 1971 beitraten. Zugleich übernahm Horst Schweitzer die Redaktion von dessen Bundeszeitung „neue fährte“. Kurz darauf, im Sommer 1971, entstand in Kassel die erste Mädchengruppe der Luchse, die in den Mädchenbund des DPB integriert wurde.
Eine tiefgreifendere Veränderung brachte im Jahr 1972 der Umzug Horst Schweitzers nach Barcelona, wo er eine Lehrerstelle an der Deutschen Schule angenommen hatte. Noch im selben Jahr wurde dort die erste spanische Sippe der Luchse gegründet, im folgenden Jahr folgte die erste Mädchensippe in Spanien. Zu dieser Zeit waren Pfadfinder in Spanien noch verboten (obwohl die Arbeit einzelner Gruppierungen toleriert wurde), und daher fand die Pfadfinderarbeit unter dem Deckmantel der Freizeitgestaltung der Deutschen Schule statt. Aus der intensiven Zusammenarbeit der deutschen und spanischen Sippen ergaben sich zahlreiche internationale Freundschaften und sogar einige Ehen.
1974 erhielten die Luchse wieder eine feste Unterkunft, und zwar sowohl in Spanien, wo Casa Rourell, ein Bauernhof in der Nähe von Moià, gepachtet wurde, als auch in Deutschland, wo ihnen eine Hütte bei Zierenberg überlassen wurde.
Im Jahr darauf, 1975, kehrte eine Familie aus Barcelona nach Deutschland zurück und deren Söhne gründeten daraufhin in Lemgo die erste Luchs-Sippe. So nahm die Zahl der Luchse in den 1970er Jahren schnell zu, und im Jahr 1978 gab es bereits 23 Sippen, etwa die Hälfte davon in Spanien. Damit hatten sie nun genauso viele Mitglieder wie der Pfadfinderbund Großer Jäger, den sie acht Jahre zuvor verlassen hatten. Doch das Wachstum ging weiter: 1979 zog eine Familie von Barcelona nach Madrid, woraufhin auch dort die erste Sippe von vielen gegründet wurde. Wie in Barcelona war es die dortige Deutsche Schule von der die meisten Mitglieder stammten.
Die achtziger Jahre verliefen etwas weniger stürmisch, doch mit der Kanada-Großfahrt 1987 brachten sie einen bisher nicht wiederholten Höhepunkt. Auf dieser Fahrt fiel auch die Entscheidung, den DPB, mit dem es zunehmend Spannungen gegeben hatte, da die Luchse sich nicht in dessen Strukturen einfügen wollten, zu verlassen. Der Austritt wurde 1988 offiziell verkündet.

### 1988 bis 2011: Pfadfinderschaft Luchs
Nachdem die Luchse ein eigenständiger Pfadfinderbund geworden waren, setzte erneut eine stürmische Entwicklung ein. Im Jahr 1990 wurden die ersten Sippen in Münster und Wernigerode gegründet – vermutlich handelt es sich um eine der frühesten Gründungen in den neuen Bundesländern. Im selben Jahr wurde in Spanien eine alte Mühle, el Molí del Perer, ganz in der Nähe von Casa Rourell, dem Bauernhaus, zusätzlich gepachtet. Im Jahr 1993 kamen außerdem die Köhlerhütten bei Wernigerode hinzu.
Zu dieser Arbeit wurde der Aufbau neuer Gruppen in Spanien spürbar schwieriger, so dass die deutschen Sippen an Bedeutung gewannen. Eine schwere Enttäuschung war 1996 der Verlust von Casa Rourell, dessen Pachtvertrag nicht verlängert wurde.
Im Jahr 2002 musste Horst Schweitzer, der die Luchse seit ihrer Gründung 54 Jahre lang geprägt hatte, aus gesundheitlichen Gründen die aktive Pfadfinderarbeit aufgeben. Der bis dahin strikt hierarchische geordnete Bund, an dessen Spitze immer Horst Schweitzer gestanden hatte, geriet nach dem Ausscheiden Horst Schweitzers in eine Krise.
Der 2003 erstmals demokratisch gewählten Bundesführung um René Kabelitz gelang es den Bund von Grund auf umzustrukturieren und die Schwierigkeiten zu überwinden. Auf der Suche nach Gleichgesinnten stieß man auf die Pfadfinderschaft Grauer Reiter – und nach Jahrzehnten des gegenseitigen Ignorierens wagte man die Kontaktaufnahme zum Pfadfinderbund Großer Jäger. Die Gemeinsamkeiten beider Bünde waren größer als erwartet und so folgten zwei gemeinsame Pfingstlager 2006 und 2007. Das Pfingstlager 2008 wurde ein Lager dreier Bünde, denn auch die Grauen Reiter kamen hinzu.
Im Sommer 2008 wurde Daniel Mohn Bundesführer.
Im Frühjahr 2010 wurden zeitgleich mit den Enthüllungen der sexuellen Übergriffe innerhalb der katholischen Kirche auch sexuelle Übergriffe Horst Schweitzers sowohl innerhalb der Pfadfinderschaft Luchs, als auch in seiner Funktion als Lehrer bekannt. Die Pfadfinderschaft Luchs distanzierte sich im März 2010 offiziell von Horst Schweitzer. Wenige Wochen später folgte eine entsprechende Erklärung des „Fördererkreises der Pfadfinderschaft Luchs e. V.“.
Nachdem sich die Arbeit der Stämme in Barcelona und Wernigerode schon seit Jahren schwierig gestaltete, lösten sich schließlich die letzten Luchs-Sippen in diesen Orten auf. Dieses und andere Schwierigkeiten führte dazu, dass der Beschluss fiel, sich dem Pfadfinderbund Großer Jäger auf dem gemeinsamen Pfingstlager 2011 anzuschließen.

## Orte, in denen es Sippen der Luchse gab oder gibt
- Kassel (1948–2019)
- Bonn (1952–59)
- Arolsen (1956–59, danach selbstständig als Stamm Walter Flex)
- Hofgeismar (1966–70, danach selbstständig als Stamm Schwarzer Panther)
- Barcelona (1972–2010)
- Lemgo (1975–84)
- Madrid (1979–2002)
- Münster (seit 1990)
- Wernigerode (1990–2010)

## Bekannte Mitglieder
- Uwe Geese, Kunst- und Kulturhistoriker, Autor
- Udo Schlitzberger, Landrat a. D. des Landkreises Kassel
- Dietrich Splettstößer, Professor für Wirtschaftsinformatik

### Zeitschriften
- Die Sternschnuppe, Nr. 1 bis 308, 1948–1970, Bundeszeitung des Pfadfinderbundes Großer Jäger.
- neue fährte, Nr.? bis?, 1970–1988?, Bundeszeitung des Deutschen Pfadfinderbundes.
- Rakete, Nr. 1 bis 124, 1975–2007, Bundeszeitung der Pfadfinderschaft Luchs.

### Bücher
- Pfadfinderbund Großer Jäger 1945–1960. Herausgegeben vom Pfadfinderbund Großer Jäger, 1961.
- Die Luchse. Vom Drachengebirge bei Kassel bis an die Strände Cataluñas. Chronik 1948–1978. Herausgegeben vom Deutschen Pfadfinderbund 1978.
- Das Mühlenheft. Mitteilungen Nr. 96, Ring junger Bünde, 1997 (enthält eine Chronik der spanischen Luchse).
- 50 Jahre Abenteuer. Pfadfinderschaft Luchs 1948–98. Mitteilungen Nr. 102/103, Ring junger Bünde, 1998.
- Ein Jäger hoch am Himmel. Pfadfinderbund Großer Jäger 1945 bis 2005. Herausgegeben vom Pfadfinderbund Großer Jäger, 2006 (197 S.).
- Der Pfadfinderbund Großer Jäger unterhält in seinem Landheim in Hofgeismar ein Archiv, in dem auch die Geschichte des Stammes Luchs umfassend dokumentiert ist.